# Casa de Illán Suárez de Carbajal
La Casa del licenciado Illán Suárez de Carbajal es una casona colonial de la ciudad del Cusco, Perú. 
Desde 1972 el inmueble forma parte de la Zona Monumental del Cusco declarada como Monumento Histórico del Perú. Asimismo, en 1983 al ser parte del casco histórico de la ciudad del Cusco, forma parte de la zona central declarada por la UNESCO como Patrimonio Cultural de la Humanidad.

## Historia
Luego de la fundación española de la ciudad, se otorgó al licenciado Illán Suárez de Carbajal este solar ubicado en la parte nortoccidental de la antigua Huacaypata y que quedaba en la orilla derecha del río Saphy. En 1555, el corregidor del Cusco, Sebastián Garcilaso de la Vega autorizó la construcción de edificios en medio del Huacaypata generando de esa manera las manzanas ubicadas actualmente entre las calles Espaderos, Del medio, Mantas, Heladeros y Espinar así como las actuales Plazas de Armas, Regocijo, Espinar y el actual Hotel de Turistas que, durante la colonia sirvió como Casa de Moneda. 
La primera casa mandada a construir por Suárez de Carbajal se derrumbó durante la colonia. La actual construcción corresponde a la segunda casa levantada en ese solar.

#### Libros y publicaciones
- Angles Vargas, Víctor (1983). Historia del Cusco Cusco Colonial Tomo II Libro Segundo. Lima: Industrialgrafica S.A.

- Datos: Q67525997
- Multimedia: Casa de Illán Suárez de Carbajal / Q67525997